# Xavier Duran i Escriba
Xavier Duran i Escriba (Barcelona, 3 de gener de 1959) és un periodista, escriptor, químic i divulgador científic català.
Es llicencià en Ciències Químiques l'any 1982 i fou investit com a doctor en Ciències de la Comunicació per la Universitat Autònoma de Barcelona l'any 1997. Exercí de mestre l'escola Sant Jordi de la Roca del Vallès, però d'ençà del 1989 s'ha dedicat exclusivament al periodisme científic. Ha estat autor de llibres de narrativa, d'assaig i de divulgació científica. També ha col·laborat en diverses revistes com ara Quaderns Tècnics, pionera de la divulgació tecnològica en català o El Temps.
En l'àmbit comunicatiu audiovisual, dirigí el programa de TV3 El Medi Ambient des del 1999 fins al 2014. Ha guanyat, entre d'altres, els premis Joan Fuster, Josep Vallverdú i Joaquim Xirau d'assaig, el Premi Europeu de Divulgació Científica «Estudi General» i el de narrativa Marian Vayreda.

## Obres
Investigació i divulgació
- L'esperit de la ciència. València: Eliseu Climent / 3i4, 1991 (Premi Joan Fuster d'assaig, 1990)[1]
- Les cruïlles de la utopia. Barcelona: Ed. 62, 1992 (Premi Josep Vallverdú d'assaig, 1991)[1]
- El nacionalisme a l'era tecnològica. Barcelona: Ed. 62, 1994 (Premi d'assaig Joaquim Xirau, 1993)[1]
- El cervell polièdric. València: Bromera, 1996 (Premi Europeu de Divulgació Científica «Estudi General», 1995)[1]
- 100 noves preguntes sobre la ciència (1996)
- Mosquits, microbis i dòlars: la lluita contra la malària i les vacunes del segle xx (1997)
- Connexions ambientals; del repte ecològic al canvi social. Barcelona: Empúries, 2000[1]
- L'artista en el laboratori. Alzira: Bromera, 2007[1]
- Franquisme via satèl·lit: Sputnik, Apollo i guerra freda a la premsa de Barcelona. Barcelona: Pagès, 2007.
- Molècules en acció: del Big Bang als materials del futur (2010) doi:10.5821/ebook-9788476539248 ISBN 9788498804409
- Per què les lleones no els prefereixen rossos (i seixanta curiositats científiques més). Barcelona: Columna, 2011
- 100 molècules amb què la química ha canviat (poc o molt) la història. Valls: Cossetània, 2013
- La ciència en la literatura: un viatge per la història de la ciència vista per escriptors de tots els temps. Barcelona: Universitat de Barcelona, 2015 (Premi Crítica Serra d'Or de Recerca [Ciències][8] 2016) ISBN 978-84-475-4233-8
- La ciencia en la literatura: un viaje por la historia de la ciencia vista por escritores de todos los tiempos (XXII Premi Nacional d'Edició Universitària en la categoria de divulgació científica)[9]
- L'imperi de les dades. València: Bromera, abril 2018 (Premis Literaris Ciutat d'Alzira categoria de Divulgació Científica Estudi General, 2017)[10]
- Cervells, robots, humans: apunts d'un UPCnauta. Barcelona: Iniciativa Digital Politècnica. Oficina de Publicacions Acadèmiques Digitals de la UPC, 2024. doi:10.5821/ebook-9788410008212 ISBN 9788410008212
- 100 visions literàries de la ciència i la tecnologia. Valls: Cossetània, 2025

Narrativa
- Històries asimètriques. Barcelona: Empúries, 1993 (Premi Ciutat d'Olot-Marià Vayreda de narrativa, 1992)[1]
- Traficants d'idees. Barcelona: Empúries, 1994 [Juvenil][1]
- Els crims de la taula periòdica. L'Hospitalet de Llobregat: Santillana Juvenil, 2019 [Juvenil]
- L'endemà d'ahir (L'Albí, 2025)